# Philippe Gaultier de Comporté
Pour les articles homonymes, voir Comporté.
Philippe Gaultier de Comporté (1641-1687) a exercé les rôles de militaire français en France et dans la colonie française en Amérique dans le régiment de Carignan-Salières, de préposé (nommé en 1670 par l’intendant de Boutroue) à la recette du droit levé sur les marchandises arrivant au pays, de procureur personnel de l'intendant Jean Talon, de seigneur (seigneurie Comporté et La Malbaie), de commissaire des magasins du roi (1672–1678), commissaire de la marine (en 1685 à titre provisoire) et de prévôt de la Maréchaussée (1677).
Issue d'une famille noble, Philippe Gaultier (fils de Philippe Gaultier, sieur du Rinault, et de Gillette de Vernon) est né en 1641 à Comporté, près de Poitiers, en France. Il est décédé à Québec en 1687 et inhumé le 22 novembre.

## Sa vie en France
Le 10 mai 1665, une cour de justice du Poitou a condamné Philippe Gaultier à la peine capitale par contumance; cette cause judiciaire est relative à la mort de deux personnes décédées des suites d’une rixe à laquelle il avait pris part. La rixe visait à venger une insulte faite à son régiment. Néanmoins, cette condamnation a été découverte seulement en 1680 par les autorités de la colonie française en Amérique. Gaultier a alors été délégué en France afin de demander la protection de la cour; à la suite de l’intercession des autorités civiles et religieuses, il obtint du roi en juin 1680 des lettres de rémission en raison de sa vie honorable. Puis, Gaultier revint au Canada.

## Sa vie au Canada
Après avoir traversé l'Atlantique en navire à voile, Philippe Gaultier arriva à Québec le 18 juin 1665. Il servit alors dans l'armée. Après son service militaire, il occupa plusieurs rôles significatifs dans l’administration de la colonie française à Québec.
Philippe Gaultier a obtenu la concession de la seigneurie Comporté et celle de La Malbaie en 1672; cette dernière a été rachetée par le roi en 1724, puis concédée par le gouverneur Murray, le 27 avril 1762, à Malcolm Fraser et à John Nairn. Néanmoins, il ne les défricha point ces concessions. Une plaque commémorative de la fondation de La Malbaie installée à La Malbaie fait mention de Philippe Gaultier.
En 1683, Philippe Gaultier devient l’un des membres-fondateurs de la Compagnie du Nord.

## Famille
Philippe Gaultier se maria le 22 novembre 1672 dans la paroisse Notre-Dame de Québec à Marie Bazire. Onze enfants ont été recensés de ce couple: leur fille Angélique, épousa Denis Riverin, lequel fut membre du Conseil souverain et lieutenant général de la Prévôté de Québec; leur fille Marie-Anne épousa, en premières noces, Alexandre Peuvret de Gaudarville, greffier du Conseil souverain.